# Kristina Georgiewa
Kristina Georgiewa (* 15. November 1993 in Pasardschik) ist eine bulgarische Fußballschiedsrichterin.
Seit 2021 steht sie auf der Liste der FIFA-Schiedsrichter und leitet internationale Fußballpartien. Sie gehört zur Gruppe der UEFA-First-Category-Schiedsrichterinnen.
Bei der U-17-Europameisterschaft 2023 in Estland pfiff Georgiewa zwei Gruppenspiele.
Zudem leitete bzw. leitet Georgiewa Spiele in der Qualifikation zur Women’s Champions League, in der europäischen WM-Qualifikation für die Weltmeisterschaft 2023 in Australien und Neuseeland (drei Spiele) sowie Freundschaftsspiele.